# Henri Teissier
Henri Antoine Marie Teissier (Lione, 21 luglio 1929 – Lione, 1º dicembre 2020) è stato un arcivescovo cattolico francese.

## Biografia
Henri Antoine Marie Teissier è nato a Lione il 21 luglio 1929. Proveniva da una famiglia stabilitasi a Philippeville, nell'Algeria francese, nel 1849. Crebbe in varie città della Francia continentale, seguendo gli spostamenti del padre, un ufficiale di carriera.

### Formazione e ministero sacerdotale
Frequentò le scuole dei gesuiti. Nel 1947 la famiglia si ristabilì ad Algeri.
Studiò letteratura classica in Marocco, filosofia all'Università di Parigi, teologia all'Institut catholique di Parigi, lingua e letteratura araba all'École nationale des langues vivantes di Parigi e studi arabi all'Università del Cairo e all'Università di Aix-Marseille. Compì gli studi per il sacerdozio presso il seminario carmelitano di Parigi. Imparò l'arabo all'Istituto domenicano di studi orientali, dove assistette all'ascesa dei nazionalismi arabi.
Il 29 giugno 1954 fu ordinato diacono per l'arcidiocesi di Algeri nella cappella di San Giuseppe dei carmelitani dell'Institut catholique di Parigi da monsignor Émile Blanchet, vescovo titolare di Lero. Il 24 marzo dell'anno successivo fu ordinato presbitero. Nel 1958 fece ritorno ad Algeri. Fu uno dei venti sacerdoti, tra i quali vi era il cardinale Léon-Etienne Duval, che nel 1965 ottennero la cittadinanza algerina. Dopo il ritorno in patria di molti pieds-noirs la Chiesa cattolica riuniva appena 20 000 fedeli, con pochi volontari e studenti africani.
Nel 1971 venne nominato membro del Segretariato per i non cristiani.

### Ministero episcopale
Il 30 novembre 1972 papa Paolo VI lo nominò vescovo di Orano. Ricevette l'ordinazione episcopale il 2 febbraio successivo nella cattedrale del Sacro Cuore ad Algeri dal cardinale Léon-Etienne Duval, arcivescovo metropolita di Algeri, co-consacranti l'arcivescovo Sante Portalupi, delegato apostolico nell'Africa settentrionale e pro-nunzio apostolico in Algeria e Tunisia, e l'amministratore apostolico di Magdeburgo Hans-Georg (Johannes) Braun.
Nel 1976 le scuole cattoliche furono nazionalizzate, la shari'a divenne il punto di riferimento per la legge e l'arabo l'unica lingua di insegnamento.
Il 20 dicembre 1980 papa Paolo VI lo nominò arcivescovo coadiutore di Algeri. Il 19 aprile 1988 succedette alla medesima sede.
Fu vicepresidente di Caritas internationalis per i paesi arabi dal 1975 al 1987 e in qualità di titolare di questo ufficio venne coinvolto in vari simposi islamo-cristiani e nelle due conferenze cristiane per la Palestina.
Dal 1983 al 2004 fu presidente della Conferenza episcopale regionale del Nordafrica.
Profondamente legato all'Algeria, Teissier guidò la Chiesa algerina nei difficili anni della guerra civile durante la quale vennero assassinate 19 persone tra sacerdoti e religiosi professi. Nonostante le prove e le minacce, Teissier non abbandonò il paese con l'unica ambizione di "scoprire e suscitare fratelli". Difese costantemente le autorità algerine, anche durante la guerra che provocò più di 200 000 morti, per non esporre ulteriormente i cristiani, già duramente colpiti.
Nel 2005, durante una tavola rotonda sulle religioni monoteistiche con Tahar Absi, professore all'Università di Algeri, dal titolo "Pace e tolleranza", Teissier disse che la parola salam ("pace" in arabo) è tra i fondamenti del cristianesimo. "Gesù si divertiva ad insegnare ai suoi discepoli che ogni volta che si varcava la soglia di una casa era imperativo pronunciare la parola pace" e che "Islam, Cristianesimo ed Ebraismo sono certamente tre religioni diverse che però hanno una comune origine e scopo: la felicità dell'umanità". Ricordò la nuova posizione sviluppata dalla Chiesa "che consiste nel considerare le altre religioni nell'ottica della ricerca di elementi che promuovano l'amore tra gli uomini e che rafforzino in loro il sentimento di appartenenza alla stessa famiglia" e che "l'esistenza in Algeria di una comunità cristiana è la prova che viviamo in un clima di tolleranza e che condividiamo le stesse gioie e le stesse prove degli altri popoli del pianeta".
Nel febbraio del 2003 e nel giugno del 2007 compì la visita ad limina.
Il 24 maggio 2008 papa Benedetto XVI accettò la sua rinuncia al governo pastorale dell'arcidiocesi per raggiunti limiti di età.
Partecipò II assemblea speciale per l'Africa del Sinodo dei vescovi che ebbe luogo nella Città del Vaticano dal 4 al 25 ottobre 2009 sul tema "La Chiesa in Africa a servizio della riconciliazione, della giustizia e della pace. "Voi siete il sale della terra ... Voi siete la luce del mondo" (Mt 5, 13.14)".
Morì all'ospedale "Edouard Herriot" di Lione il 1º dicembre 2020 all'età di 91 anni per le conseguenze di un ictus. Una prima celebrazione di esequie si tenne il 5 dicembre alle ore 14:30 nella cattedrale primaziale dei Santi Giovanni Battista e Stefano a Lione e venne presieduta da monsignor Michel Marie Jacques Dubost, amministratore apostolico di Lione. Una seconda celebrazione si tenne l'8 dicembre nella basilica di Nostra Signora d'Africa ad Algeri e venne presieduta da monsignor Jean-Paul Vesco, vescovo di Orano. Al termine del rito fu sepolto nello stesso edificio.

## Opere
- Eglise en islam: méditation sur l'existence chrétienne en Algérie, Parigi, Centurion, 1984,  p. 216, ISBN 9782227315624.
- La mission de l'eglise, Parigi, Desclée, 1985,  pp. 240.
- Histoire des chrétiens d'Afrique du Nord: Libye, Tunisie, Algérie, Maroc, Parigi, Desclée, 1991,  p. 313, ISBN 9782718905310.
- Christophe Lebreton: moine, martyr et maître spirituel pour aujourd'hui. Extraits des messages spirituels du frère Christophe de Tibhirine, Strasburgo, Édition du Signe, 2012,  p. 76, ISBN 9782746827554.
- con Marie-Dominique Minassian, Tibhirine: la fraternité jusqu'au bout, Strasburgo, Édition du Signe, 2012,  p. 38, ISBN 9782746827561.

## Genealogia episcopale
La genealogia episcopale è:
- Cardinale Scipione Rebiba
- Cardinale Giulio Antonio Santori
- Cardinale Girolamo Bernerio, O.P.
- Arcivescovo Galeazzo Sanvitale
- Cardinale Ludovico Ludovisi
- Cardinale Luigi Caetani
- Cardinale Ulderico Carpegna
- Cardinale Paluzzo Paluzzi Altieri degli Albertoni
- Papa Benedetto XIII
- Papa Benedetto XIV
- Papa Clemente XIII
- Cardinale Giovanni Francesco Albani
- Cardinale Carlo Rezzonico
- Cardinale Antonio Dugnani
- Arcivescovo Jean-Charles de Coucy
- Cardinale Gustave-Maximilien-Juste de Croÿ-Solre
- Vescovo Charles-Auguste-Marie-Joseph Forbin-Janson
- Cardinale François-Auguste-Ferdinand Donnet
- Arcivescovo Jean-Emile Fonteneau
- Vescovo Charles-Evariste-Joseph Coeuret-Varin
- Vescovo Joseph Rumeau
- Vescovo Jean-Camille Costes
- Vescovo Auguste-Léon-Alexis Cesbron
- Cardinale Léon-Etienne Duval
- Arcivescovo Henri Antoine Marie Teissier